# Bir Gandouz (commune)
Pour les articles homonymes, voir Bir Gandouz.
Bir Gandouz (Bir Genduz en berbère, بير گندوز en arabe marocain) est une commune du Sahara occidental (un territoire contesté entre le Maroc et la République arabe sahraouie démocratique,), située dans la zone contrôlée par le Maroc.
Dans le cadre de l'organisation territoriale du Maroc, Bir Gandouz est une commune rurale, avec 3 864 d'habitants (recensement de 2004), chef-lieu de la province d'Aousserd, dans la région de Dakhla-Oued Ed Dahab. Le chef-lieu de cette commune est la localité éponyme de Bir Gandouz. Bir Gandouz est également le chef-lieu du caïdat éponyme, lui-même situé au sein du cercle de Bir Gandouz.

## Géographie
La commune de Bir Gandouz est située au sud-ouest de la province d'Aousserd, dans une aire de nomadisme. Elle est composée de plusieurs localités dont les principales sont Bir Gandouz, Guerguerat, Lamhiriz, Imoutlane et Aïn Bida.
Elle est bordée par :
- la commune d'Imlili au nord ;
- la commune de Tichla à l'est ;
- la municipalité de Lagouira et la Mauritanie au sud ;
- l'océan Atlantique à l'ouest.

|                                | Imlili (Province d'Oued ed Dahab) |                              |
| Océan Atlantique               | Bir Gandouz                       | Tichla (Province d'Aousserd) |
| Lagouira (Province d'Aousserd) | Mauritanie                        |                              |

## Historique
La création de la commune de Bir Gandouz a lieu en 1979, soit seulement quelques mois après la création de la province d'Oued ed Dahab.

## Démographie
Selon les données des derniers recensements marocains, de 1994 à 2014, sa population est passée de 253 à 4 625 habitants.
| Année      | 1994 | 2004  | 2014  |
| ---------- | ---- | ----- | ----- |
| Population | 253  | 3 894 | 4 625 |

## Administration et politique
La commune de Bir Gandouz dispose d'un centre de santé communal avec accouchement dans son chef-lieu et de deux dispensaires ruraux dans les localités de Guerguerat et Lamhiriz.

## Etablissements d'enseignement
La commune dispose de deux établissements publics d'enseignement :
- L'école élémentaire de Bir Guendouz
- Le collège Al Wahda